# Barcelona Dragons (ELF)
I Barcelona Dragons sono una squadra di football americano, di Montbrió del Camp, in Spagna.

## Storia
La squadra è stata fondata nel 2021 (inizialmente col nome "Gladiators") per disputare la ELF, riprendendo il nome di una precedente compagine che aveva giocato in NFL Europa.

## Dettaglio stagioni

### Tornei internazionali

#### ELF
| Stagione | regular season | regular season | regular season | regular season | regular season | regular season | playoff | playoff | playoff | playoff | playoff | playoff   | playoff    |
|          | Vin            | Par            | Per            | Tot            | PF             | PS             | Vin     | Per     | Tot     | PF      | PS      | risultato | avversaria |
| -------- | -------------- | -------------- | -------------- | -------------- | -------------- | -------------- | ------- | ------- | ------- | ------- | ------- | --------- | ---------- |
| 2021     | 3              | 0              | 7              | 10             | 230            | 277            | -       | -       | -       | -       | -       | -         | -          |
| Totale   | 3              | 0              | 7              | 10             | 230            | 277            | -       | -       | -       | -       | -       |           |            |

Fonti: Enciclopedia del Football - A cura di Roberto Mezzetti